# Самбецьке сільське поселення
Самбецьке сільське поселення — муніципальне утворення у Неклинівському районі Ростовської області.
Адміністративний центр поселення — село Самбек.
Населення — 3108 осіб (2010 рік).

## Адміністративний устрій
До складу Самбецького сільського поселення входить:
- село Самбек — 2307 осіб (2010 рік);
- хутір Курлацький — 626 осіб (2010 рік);
- хутір Некрасовка — 167 осіб (2010 рік);
- хутір Сужено — 8 осіб (2010 рік).